# Glabellula nobilis
Glabellula nobilis är en tvåvingeart som beskrevs av Kertesz 1912. Glabellula nobilis ingår i släktet Glabellula och familjen svävflugor. Inga underarter finns listade i Catalogue of Life.